# جيسيكا هارب
جيسيكا هارب (بالإنجليزية: Jessica Harp)‏ هي كاتبة غنائية ومغنية ومغنية مؤلفة أمريكية، ولدت في 3 فبراير 1982 في كانساس سيتي في الولايات المتحدة.

## وصلات خارجية
- الموقع الرسمي
- جيسيكا هارب على موقع IMDb (الإنجليزية)
- جيسيكا هارب على موقع ميوزك برينز (الإنجليزية)
- جيسيكا هارب على موقع ديسكوغز (الإنجليزية)